# Mosze Arens
Mosze Arens (hebr. משה ארנס, ang. Moshe Arens; ur. 27 grudnia 1925 w Kownie, zm. 7 stycznia 2019 w Sawjonie) – izraelski naukowiec, polityk i dyplomata, profesor aeronautyki. W latach 1988–1990 minister spraw zagranicznych, w latach 1983–1984, 1990–1992 oraz w 1999 minister obrony, w latach 1984–1987 oraz w 1988 minister bez teki. W latach 1982–1983 ambasador Izraela w Stanach Zjednoczonych, w latach 1973–1982, 1984–1992 oraz 1999–2003 poseł do Knesetu z listy Likudu.

## Życiorys

### Młodość
Urodził się 27 grudnia 1925 w Kownie na terenie ówczesnej Litwy. W 1927 jego rodzina przeniosła się do Rygi. Od wczesnej młodości związany był z ruchem syjonistycznym, a konkretnie rewizjonizmem.
W 1939 roku, wraz z rodziną, wyemigrował do Stanów Zjednoczonych i zamieszkał w Nowym Jorku, gdzie w 1943 ukończył George Washington High School. Podjął studia inżynieryjne na Massachusetts Institute of Technology, które przerwał. W latach 1944–1946 służył w United States Armed Forces. W 1947 ukończył studia na MIT, a rok później wyemigrował do Izraela.

### Działalność społeczna i praca zawodowa
W latach 1948–1949 był emisariuszem Irgunu w krajach Afryki Północnej. Następnie w latach 1949–1951 był członkiem moszawu Mewo Betar.
Powrócił do Stanów Zjednoczonych, by studiować aeronautykę na California Institute of Technology, po czym podjął pracę w przedsiębiorstwie z branży lotniczej – Curtiss-Wright Corporation. W latach 1957–1962 był profesorem aeronautyki w Instytucie Technologii Technion w Hajfie, a od 1962 do 1971 był zastępcą dyrektora generalnego w Israel Aircraft Industries.

### Kariera polityczna
Jak inni weterani Irgunu, w polityce związał się z prawicowym Likudem, z czasem został jednym z liderów oraz ideologiem tej partii. W wyborach w 1973 po raz pierwszy został wybrany posłem z listy Likudu, a w ósmym Knesecie zasiadał w komisji finansów. W wyborach w 1977, po których prawica po raz pierwszy w historii objęła władzę, uzyskał reelekcję, a w Knesecie dziewiątej kadencji stanął na czele komisji spraw zagranicznych i obrony. W 1981 ponownie został posłem, a w dziesiątym Knesecie ponownie objął przewodnictwo zasiadał w komisji spraw zagranicznych i obrony, zasiadał także w komisji absorpcji imigrantów.

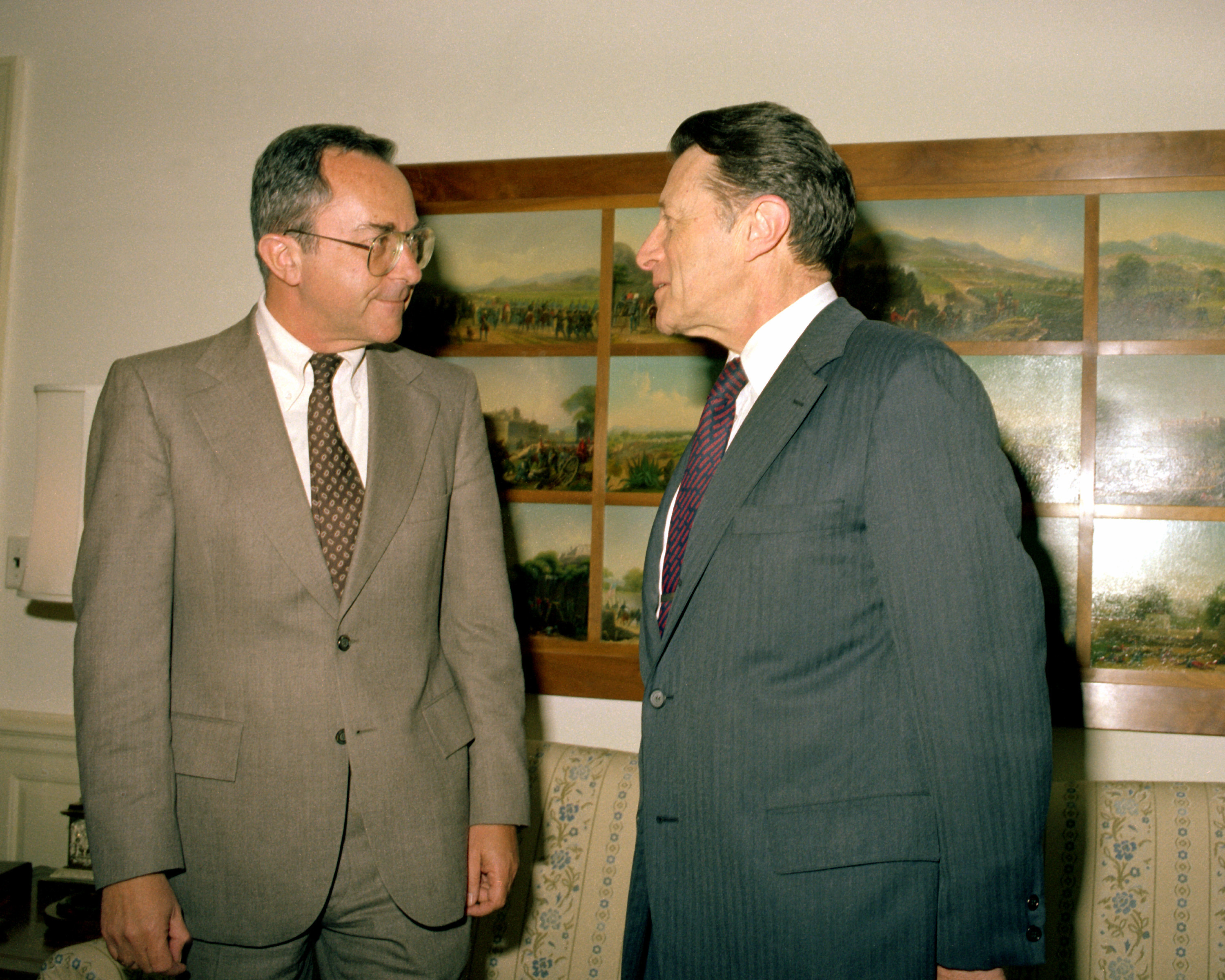
Ambasador Mosze Arens i Caspar Weinberger (1982)

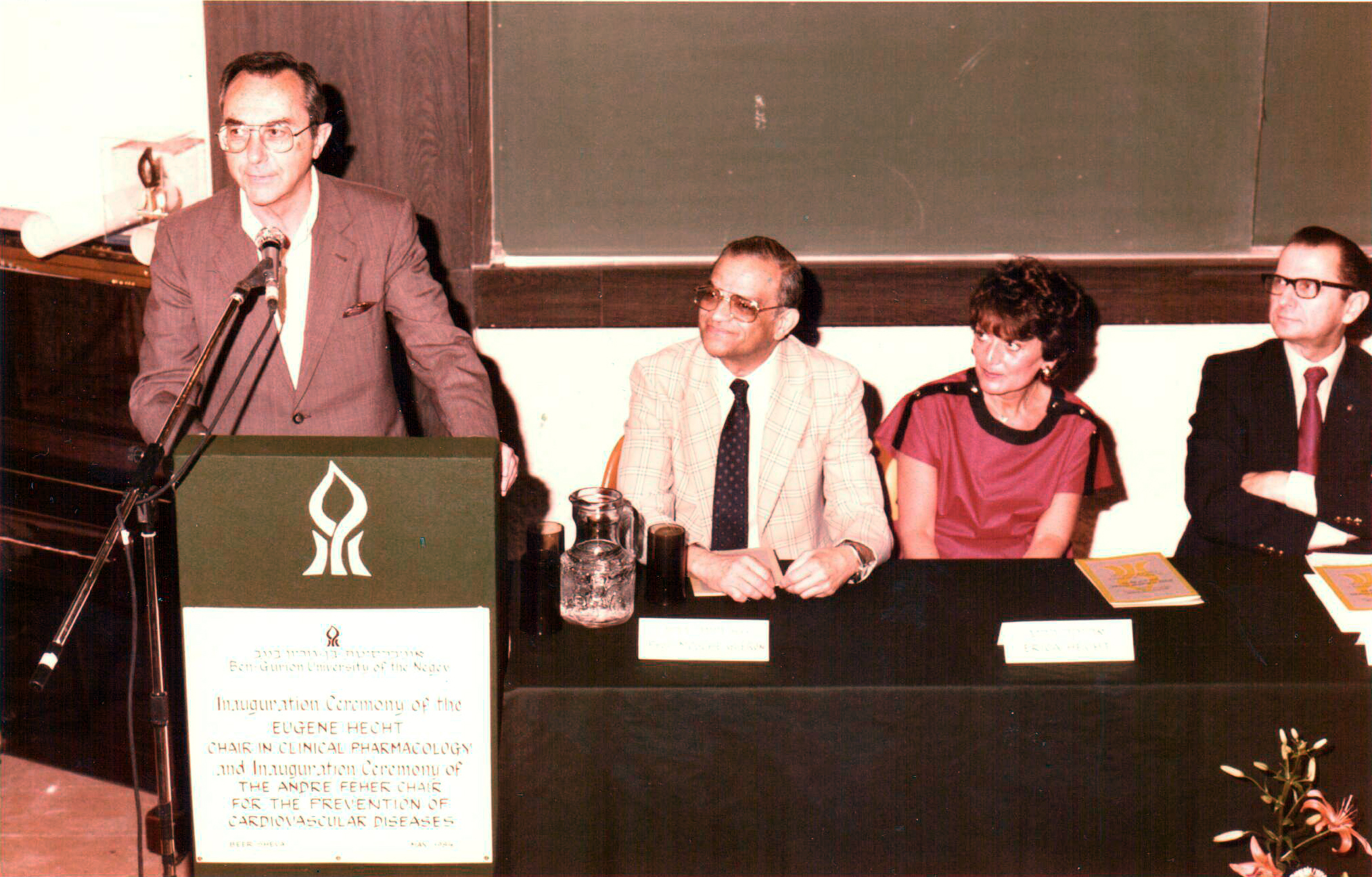
Minister Mosze Arens przemawia na Uniwersytecie Ben Guriona, po prawej prof. Mosze Geron (1984)

19 stycznia 1982 zrezygnował z zasiadania w parlamencie (mandat objął po nim Micha’el Kleiner), by objąć – po Efrajimie Ewronie – stanowisko ambasadora Izraela w Stanach Zjednoczonych, na którym pozostał do 1983. Wrócił następnie do Izraela, by objąć przywództwo nad resortem obrony w drugim rządzie premiera Menachema Begina. Nowym ambasadorem w Waszyngtonie został Me’ir Rosen. Kierowanie Ministerstwem Obrony objął 23 lutego 1983, po rezygnacji Ariela Szarona (14 lutego, w następstwie masakry w Sabrze i Szatili) i kilkudniowym sprawowaniu obowiązków przez premiera Begina. Pozostał na stanowisku również w – powołanym po rezygnacji Begina – pierwszym rządzie Icchaka Szamira.
W wyborach w 1984 powrócił do parlamentu. W powołanym 13 września tegoż roku rządzie zgody narodowej (Koalicja Pracy-Likud) premiera Szimona Peresa objął stanowisko ministra bez teki, w resorcie obrony zastąpił go Icchak Rabin. W połowie kadencji, 20 września 1986, zgodnie z umową koalicyjną nastąpiła zmiana premiera, w drugim rządzie Szamira Arens pozostawał ministrem bez teki do 4 września 1987, a następnie od 18 kwietnia do 22 grudnia 1988.
W 1988 opublikowana została jego biografia autorstwa Merrilla Simona: Moshe Arens: Statesman and Scientist Speaks Out. Po wyborach w 1988, w których po raz piąty uzyskał mandat poselski, Arens wszedł w skład nowego rządu Szamira jako minister spraw zagranicznych, zastępując Szimona Peresa. Pozostał na stanowisku przez cały okres funkcjonowania tego rządu od 22 grudnia 1988 do 11 czerwca 1990. W powołanym w połowie kadencji IV rządzie Szamira Arens utracił stanowisko szefa dyplomacji na rzecz Dawida Lewiego, otrzymał jednak tekę ministra obrony. Pozostał na stanowisku do końca funkcjonowania rządu – 13 lipca 1992.

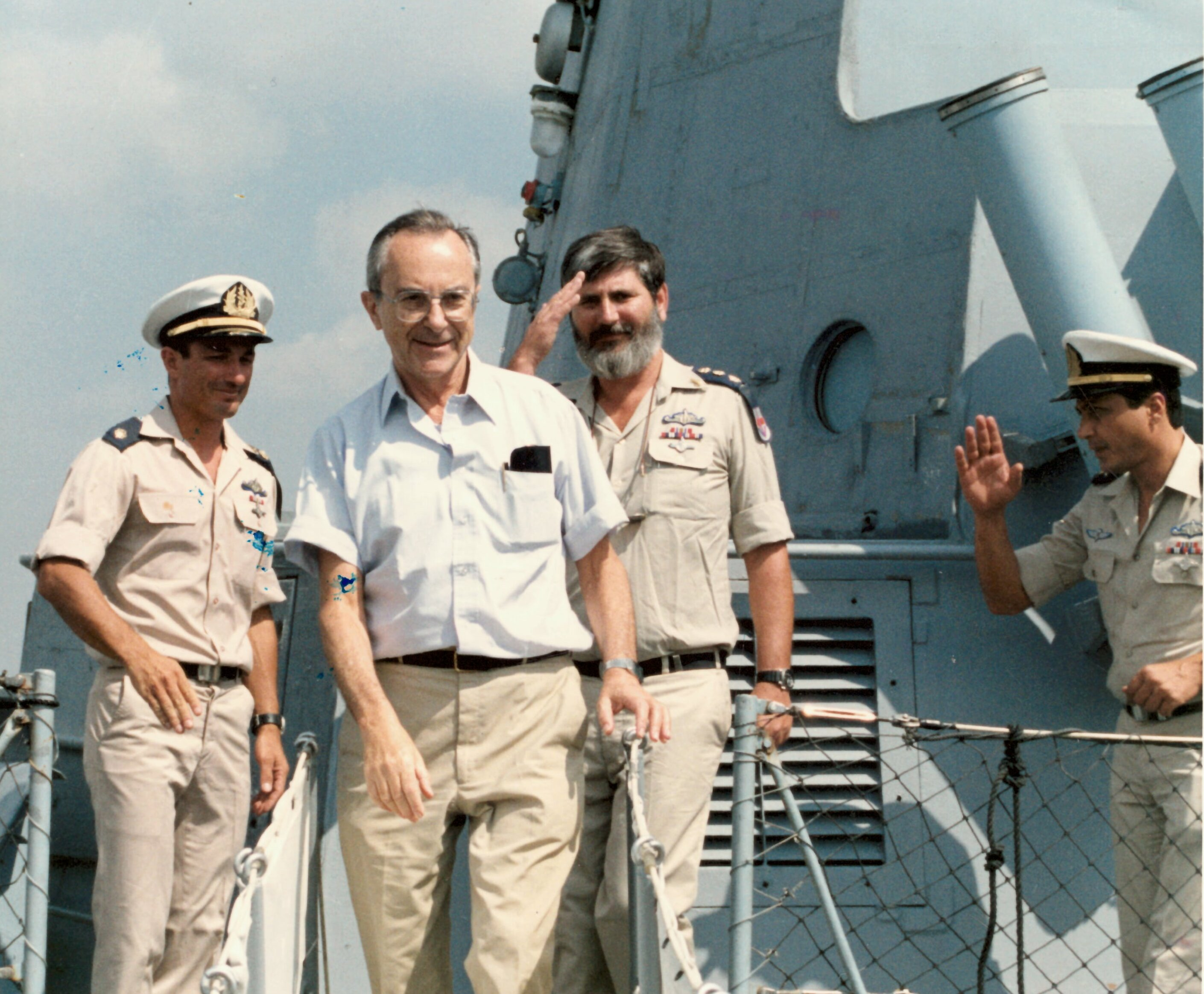
Mosze Arens jako minister obrony na okręcie klasy Sa’ar (1991)

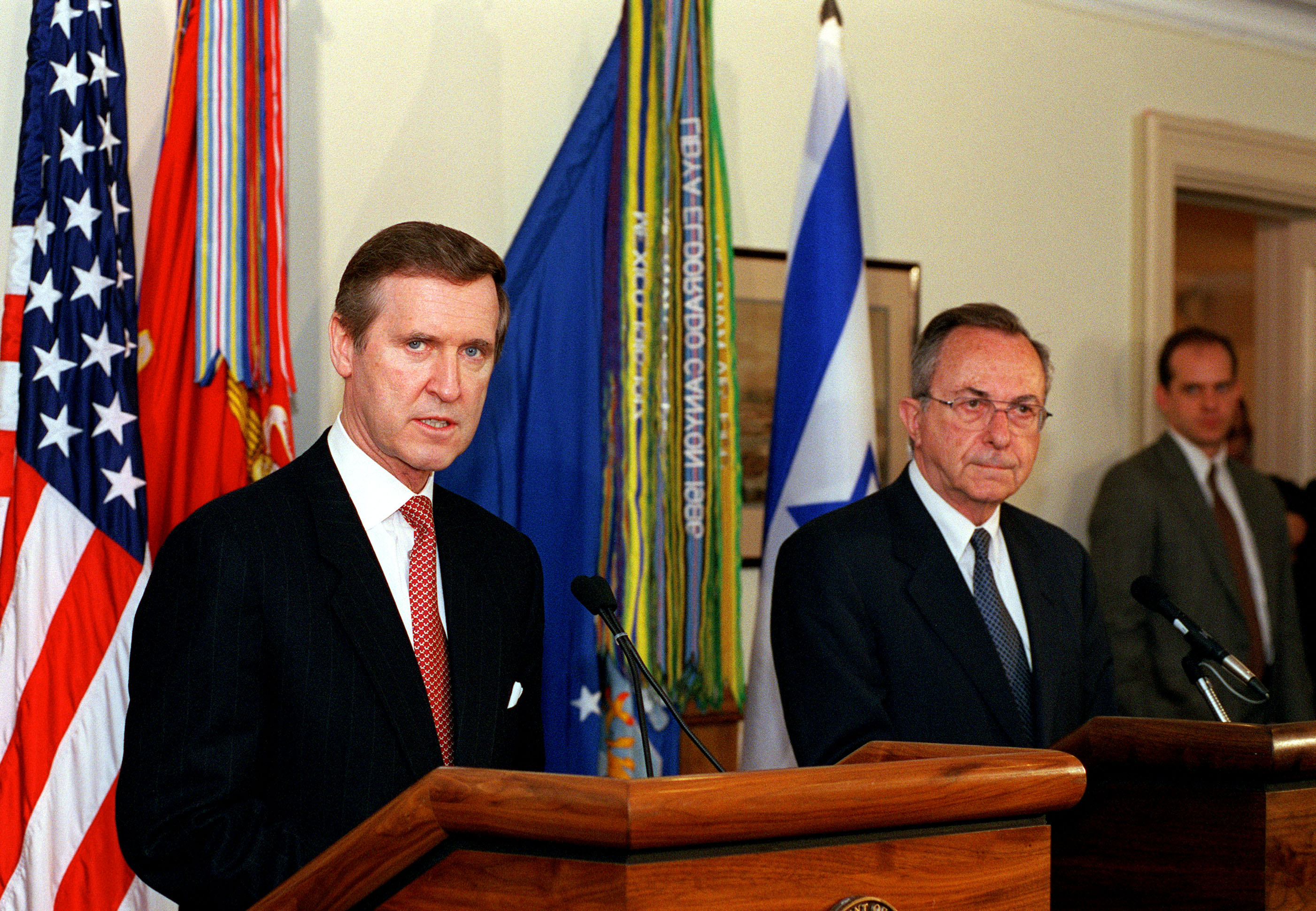
William Cohen i Mosze Arens (1999)

W wyborach w 1992 utracił miejsce w parlamencie.
27 stycznia 1999 Binjamin Netanjahu powołał go w skład swojego I rządu, Arens zastąpił Jicchaka Mordechaja i po raz trzeci objął kierownictwo Ministerstwa Obrony (do 6 czerwca 1999). Powrócił do parlamentu w przedterminowych wyborach w 1999. W piętnastym Knesecie zasiadał w komisjach spraw zagranicznych i obrony; konstytucyjnej, prawa i sprawiedliwości oraz ds. diaspory i absorpcji imigrantów.

### Po zakończeniu kariery politycznej
Był prezesem rady nadzorczej Uniwersytetu w Ari’el. W 2009 reprezentował rząd Izraela na pogrzebie Marka Edelmana.
Zmarł 7 stycznia 2019 w wieku 93 lat w swoim domu w Sawjonie, w centralnym Izraelu, w regionie Gusz Dan.

## Życie prywatne
Miał brata i siostrę, którzy po II wojnie światowej pozostali w Stanach Zjednoczonych. Ożenił się z urodzoną w USA Muriel F. Eisenberg, z którą miał czworo dzieci: synów Jigala (ur. 1952) i Ra’anana (ur. 1955) oraz córki Alizę (ur. 1957) i Rut (ur. 1963).
Poza hebrajskim płynnie posługiwał się angielskim, niemieckim i francuskim.

## Publikacje
Był autorem, wydanej również po polsku, książki historycznej Flagi nad gettem. Rzecz o Powstaniu w Getcie Warszawskim, traktującej o Żydowskiej Organizacji Bojowej i Żydowskim Związku Wojskowym i ich przywódcach Mordechaju Anielewiczu i Pawle Frenklu. Był felietonistą gazety Ha-Arec.
Inne publikacje
- Optimum Staging of Cruising Aircraft (1959)[1]
- Some Requirements for the Efficient Attainment of Range by Air-borne Vehicles (1959)[1]
- Broken Covenant (1995)[1]
- War and Peace in the Middle East (1995, hebrajski)[1]
- In Defense of Israel : A Memoir of a Political Life (2018)[17]